# Dicirculaspis bibursa
Dicirculaspis bibursa är en insektsart som först beskrevs av Ferris 1938.  Dicirculaspis bibursa ingår i släktet Dicirculaspis och familjen pansarsköldlöss. Inga underarter finns listade i Catalogue of Life.